# Josep Maria Ordeig i Casals
Josep Ordeig i Casals, també conegut com a Catxo Ordeig, (Sobremunt, 1 de setembre de 1947) és un antic jugador d'hoquei sobre patins català de les dècades de 1960 i 1970.

## Trajectòria
Com a jugador sempre defensà els colors del CP Voltregà, vivint l'època daurada del club, en la qual guanyà dues copes d'Europa, dues lligues i tres copes espanyoles. També fou internacional amb la selecció espanyola, amb la qual guanyà un campionat del Món. Un cop retirat ha estat entrenador, dirigint a la selecció espanyola en diverses categories, inclosa la selecció absoluta. També ha dirigit el CP Voltregà, CE Noia, Reus Deportiu i CP Vic.
És pare del també jugador Josep Maria Ordeig i Malagón.

## Palmarès
CP Voltregà
- Copa d'Europa:
  - 1974-75, 1975-76
- Lliga d'Espanya:
  - 1974-75, 1975-76
- Campionat d'Espanya:
  - 1969, 1974, 1977

Espanya
- Campionat del Món:
  - 1976
- Copa de les Nacions:
  - 1975
- Campionat d'Europa Júnior
  - 1966, 1968